# Авратинський Степан
Авратинський Степан, можливо, Гавратинський (р. н. невід. — 1651) — тростянецький сотник. Учасник Національно-визвольної війни українського народу під проводом Б. Хмельницького 1648—1657 роках. У лютому 1651 року брав участь в обороні м. Красного на Поділлі. Виніс із поля бою тіло Д. Нечая.
Взятий у полон і за наказом польного гетьмана М.Калиновського розстріляний під Мурахвою.